# КС-23
КС-23 — советский и российский карабин калибра 23 мм. Многофункциональное полицейское спецсредство, предназначенное для пресечения массовых беспорядков, избирательного силового, психического и химического воздействия на правонарушителей.

## Конструкция
Перезарядка карабина производится продольно скользящим цевьём, которое жёстко связано с затвором. Канал ствола нарезной, при выстреле запирается поворотом затвора. Ударно-спусковой механизм куркового типа. Питание патронами осуществляется из расположенного под стволом трубчатого магазина на три патрона. Для упрощения и удешевления производства были использованы облегченные и укороченные стволы от авиационных пушек калибра 23 мм.

## Патроны
Для стрельбы из карабина были разработаны следующие 23-мм патроны:
- «Волна» — патрон с инертным контейнером (предназначен для учебно-тренировочной стрельбы).
- «Волна-Р» — патрон с круглой резиновой пулей «Привет» травматического действия. Дальность применения до 70 метров.
- «Стрела-3» — патрон с пластиковой пулей травматического действия
- «Сирень-7» — патрон с контейнером, содержащим ирритант CS. Через 1 секунду после попадания контейнера в преграду образуется облако в 50 м³ с непереносимой концентрацией CS. Дальность применения до 100 метров.
- «Черёмуха-7» — патрон с контейнером, содержащим ирритант CN. Через 1 секунду после попадания контейнера в преграду образуется облако в 30 м³ с непереносимой концентрацией CN. Дальность применения до 150 метров. В настоящее время не выпускается.
- «Черёмуха-7М» — патрон с контейнером, содержащим раздражающее вещество CN. Через 1 секунду после попадания контейнера в преграду образуется облако в 50 м³ с непереносимой концентрацией CN. Дальность применения до 150 метров.
- «Баррикада» — патрон со стальной остроконечной пулей. Применяется для принудительной остановки автотранспорта путём его повреждения. Дальность применения до 100 метров.
- «Шрапнель-10» — патрон с зарядом картечи. Дальность применения до 10 метров.
- «Шрапнель-25» — патрон с зарядом картечи. Дальность применения до 25 метров.
- «Звезда» — свето-звуковой патрон. Предназначен для психологического воздействия на преступника.
- патрон вышибной ПВ-23 — холостой патрон для отстрела газовых гранат.

На дульную часть ствола карабина КС-23 предусмотрена возможность установки нескольких вариантов ствольных насадок:
- «Насадка-6» (калибр 36 мм) — для отстрела газовых гранат «Черёмуха-6» на дальность до 200 метров (масса ирританта — 70 грамм; объём газового облака — 60 м³);
- «Насадка-12» (калибр 82 мм) — для отстрела газовых гранат «Черёмуха-12» на дальность до 120 метров (объем газового облака — 100 м³);
- ОЦ-06 «Кошка» — для отстрела веревки с крюком-кошкой на дальность 35 метров и высоту 20 метров (7-этажный дом).

По устройству насадки одинаковые, между собой они отличаются только размерами и калибром. На стволе карабина имеется винтовая резьба для их крепления. На корпусе каждой из них расположена мушка прицела. Целиком прицела служит целик открытого прицела на самом КС-23.

## Варианты
- КС-23М «Дрозд» — модернизированный вариант КС-23 с отделяемым металлическим прикладом[3].
- КС-23К — модернизированный вариант КС-23 в компоновке буллпап с отъёмным коробчатым магазином, разработанный в 1998 году для вооружения МВД и внутренних войск[4].
- ТОЗ-123 «Селезень» — разработанное в 1996—1997 годы гладкоствольное охотничье ружьё 4 калибра на базе КС-23[5].

## Страны-эксплуатанты
- Армения — в 2008 году закуплено 32 шт.[6], на вооружении отдельных категорий сотрудников полиции[7]
- Беларусь[8]
- Казахстан — на вооружении Министерства внутренних дел Республики Казахстан[9], сотрудников исправительных учреждений Комитета уголовно-исполнительной системы Министерства юстиции[10], а также военнослужащих дисциплинарной воинской части Министерства обороны[11].
- Россия — состоит на вооружении органов внутренних дел, войск национальной гвардии России[12] и пограничных войск[13], ранее также состоял на вооружении налоговой полиции[14].
- Узбекистан — на вооружении Государственного таможенного комитета Республики Узбекистан[15].
- Украина[16]